# Sphaeromopsis amathitis
Sphaeromopsis amathitis is een pissebed uit de familie Sphaeromatidae. De wetenschappelijke naam van de soort is voor het eerst geldig gepubliceerd in 1973 door Holdich & Jones.